# Durval
Durval , właśc. Severino dos Ramos Durval da Silva (ur. 11 lipca 1980 w Cruz do Espírito Santo) – brazylijski piłkarz, występujący na pozycji środkowego obrońcy.

## Kariera klubowa
Durval piłkarską karierę rozpoczął w Unibol z miasta Paulista w stanie Pernambuco, do którego przybył z macierzystego Confiança de Sapé w 1999. W 2002 przeszedł do Botafogo João Pessoa. W rok później zdobył z nim mistrzostwo stanu Paraíba – Campeonato Paraibano. W 2004 został zawodnikiem stołecznego Brasiliense. Z Brasiliense zdobył mistrzostwo Dystryktu Federalnego – Campeonato Brasiliense oraz rozgrywki Campeonato Brasileiro Série B. To zaowocowało transferem do pierwszoligowego Athletico Paranaense w 2005. Pobyt w Kurytybie rozpoczął od wygrania mistrzostwa stanu Paraná – Campeonato Paranaense.
W barwach Atlético zadebiutował 24 kwietnia 2005 w przegranym 0-1 meczu w lidze brazylijskiej z Ponte Preta. W całym sezonie rozegrał w barwach Atlético tylko 15 spotkań i na początku 2006 odszedł do drugoligowego Sportu Recife. Ze Sportem czterokrotnie z rzędu w latach 2006-2009 wygrywał ligę stanową. Już w 2006 Sport powrócił do brazylijskiej ekstraklasy. Największy sukces ze Sportem Durval odniósł w 2008, kiedy to Sport zdobył Copa do Brasil (Durval wystąpił w obu meczach finałowych z Corinthians Paulista). Rok 2009 Durval zakończył spadkiem Sportu do Série B. Łącznie w barwach Sportu rozegrał 234 mecze, w których zdobył 39 bramkę.
Na początku 2010 został zawodnikiem Santosu FC. W Santosie zadebiutował 24 stycznia 2010 w przegranym 1-2 wyjazdowym meczu ligi stanowej z Mogi Mirim. Pierwszym sukcesem Durvala było wygranie w maju 2010 ligi stanowej São Paulo (wystąpił w obu meczach finałowych z Santo André). Na następny sukces czekał zaledwie kilka tygodni, kiedy to Santos zdobył Copa do Brasil (Durval wystąpił w obu meczach finałowych z Vitórią Salvador). Rok 2011 rozpoczął od kolejnego mistrzostwa stanu (Durval wystąpił w obu meczach finałowych ligi z Corinthians Paulista). Kolejny sukces z Santosem osiągnął miesiąc później, kiedy to Santos po prawie półwiecznej przerwie zdobył Copa Libertadores. Durval wystąpił w obu meczach z urugwajskim Peñarolem, drugim z nich w 80 min. strzelił bramkę samobójczą. W grudniu 2011 wystąpił z Santosem w Klubowych Mistrzostwach Świata. Santos uległ w finale Barcelonie. Rok 2012 rozpoczął od zdobycia trzeciego z rzędu mistrzostwa stanu po pokonaniu w finale Guarani FC (Durval wystąpił obu tych meczach). We wrześniu 2012 Durval zdobył Recopa Sudamericana, po zwycięstwie z Universidad de Chile. Dotychczas w lidze brazylijskiej Durval rozegrał 246 spotkań, w których zdobył 16 bramek.

## Kariera reprezentacyjna
Durval w reprezentacji Brazylii zadebiutował 21 listopada 2012 w przegranym 1-2 meczu Superclásico de las Américas z reprezentacją Argentyną.